# Superlotação carcerária no Brasil

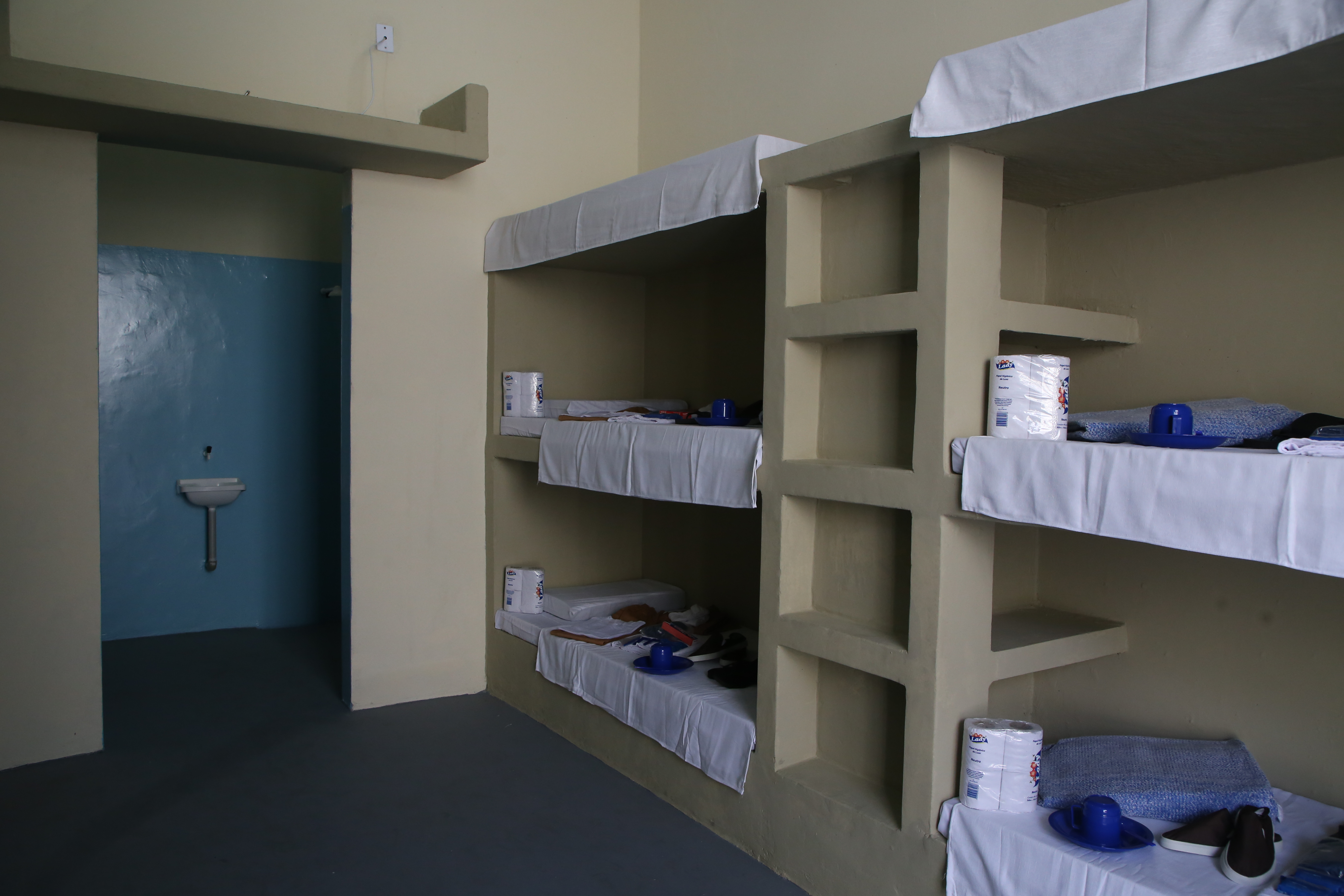
Exemplo de cela de cárcere brasileira.

A superlotação carcerária é a ocupação de detentos em penintenciárias, celas de delegacias, entre outras unidades penais, acima da capacidade máxima da instituição.
Em 2021, a superlotação média em penitenciárias foi de 54%, mas em alguns estados a mesma chegou a 196%. Nesse período, as unidades penais brasileiras possuíam capacidade para 440 mil presos, mas a ocupação foi de 682 mil.
Consequências da superlotação carcerária incluem a disseminação de doenças entre detentos e funcionários penais, assim como a mistura de presos de facções rivais, propiciando rebeliões. Em alguns estados, unidades penais foram registradas aprisionando detentos dentro de viaturas, em calçadas na rua, por falta de espaço dentro de delegacias.

## História
Entre 1990 e 2014, foi registrado um aumento da população carcerária de 90 mil presos para 550 mil presos. Em 2021, o número de detentos foi de 682 mil.
Desde 2014, a taxa de superlotação só caiu no período de 2020 para maio de 2021, de 67% para 54%.

## Consequências

### Rebeliões
Entre o período de outubro de 2016 e maio de 2017, foram registradas rebeliões em 61% de 18 unidades federais brasileiras auditadas. Entre esses motins, 78% aconteceram em unidades superlotadas.
A superlotação também contribui para a assimetria entre o número de detentos e agentes penitenciários, dificultando a atuação da polícia na contenção de motins e pondo funcionários penitenciários em risco de vida.

### Contaminação de detentos e funcionários
Em 2021, um levantamento do G1 registrou 437 óbitos e 77 mil casos de infecções da COVID-19 entre agentes penitenciários e detentos brasileiros desde o início da pandemia.
Segundo dados do Depen, 33 mil presos foram diagnosticados com aids, tuberculose, sífilis e hepatite em 2021.

## Medidas remediadoras

### Contagem de pena dobrada em casos de situações degradantes
Em 2021, o STJ determinou legítima e efetiva em jurisdição nacional a decisão da corte interamericana de direitos humanos (CIDH) de contar-se o cumprimento da pena em dobro para detentos que se encontram em situações degradantes (por exemplo, o cumprimento de um dia em tal situação contaria como se fossem dois dias para todos os efeitos legais). Nota-se que por mais que a superlotação possa contribuir para a definição de uma condição como degradante, a mesma por si só nem sempre é suficiente para caracterizá-la como tal.
Ainda segundo o ministro, a determinação da contagem aumentada só será concedida para presos por crimes contra a vida, a integridade física e a dignidade sexual, em dobro ou em menor proporção, após a devida avaliação médica e psicológica do detento.